# Абрамов Павло Дементійович
Павло Дементійович Абрамов (1911 , Черемухів, Область Війська Донського  — 1968 , Ismoili Somonid, Бохтар ) — ланковий колгоспу «Передовой» Жовтневого району Сталінабадської області, Герой Соціалістичної Праці (03.05.1949).

## Біографія
Народився 1911 року на хуторі Черемухів Усть-Медведицького округу Області Війська Донського (нині — міський округ Михайлівка Волгоградської області).
У 1930—1936 роках робітник лісництва у місті Козлов (з 1932 року — Мічурінськ) Центрально-Чорноземної (з 1934 року — Воронезької) області.
1936 року поїхав до Таджицької РСР, вступив на роботу до бавовняного колгоспу «Передовой» Жовтневого району Сталінабадської (з 1939 року) області (у 1944—1947 роках — Курган-Тюбінської області). Незабаром був призначений ланковим. Його ланка досягала високих урожаїв бавовни, завдяки чому колгосп виконував і перевиконував плани щодо постачання державі.
Особливо значних успіхів його ланка досягла в 1948 році, коли отримало 68,5 центнерів єгипетської бавовни з гектара на площі 6,3 га.
Указом Президії Верховної Ради СРСР від 3 травня 1949 року за отримання високих урожаїв бавовни при виконанні колгоспами обов'язкових постачань та контрактації з усіх видів сільськогосподарської продукції надано звання Героя Соціалістичної Праці.
Продовжував працювати ланковим до 1951 року. Потім був обраний головою колгоспу, перейменованого в «Ленінград», і очолював його до кінця життя.
Жив у селищі Октябрськ (нині — селище Ісмоїлі Сомоні Хатлонської області). Помер у 1968 році.